# Edmondsonsche Fahrkarte
Die Edmondsonsche Fahrkarte, umgangssprachlich auch Karton- oder Pappfahrkarte bzw. Karton- oder Pappbillett, war ein von den 1840er- bis 1980er-Jahren weltweit verbreitetes Fahrkartensystem, erfunden von Thomas Edmondson.

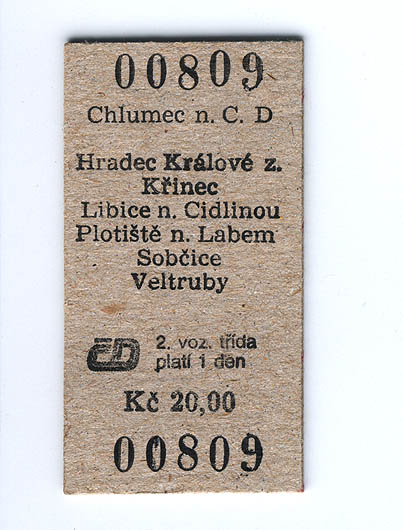
Edmondsonsches Billett der České dráhy

Sogenannte Halbe Fahrkarte auf Edmondsonscher Basis, ausgegeben in Österreich

Zur besseren Kontrolle, Abrechnung und Prüfung der verkauften Fahrscheine baute Edmondson eine Maschine, welche kleine Kartonstreifen mit dem Format 30,5 mm × 57 mm (1 3/16" × 2¼") und circa 580 g/m² Gewicht bedrucken und nummerieren konnte, eine Datumspresse zur Datierung der Billette sowie einen speziellen Schrank zu ihrer Aufbewahrung – das sogenannte Ternion. Schon bald übernahmen einige andere Stationen auf seiner Strecke dieses System. Auch Captain Law, leitender Direktor der Manchester and Leeds Railway, erkannte die Möglichkeiten dieser Erfindung und stellte Thomas Edmondson als Direktor an. Dieser führte sein System auf allen Stationen dieser Bahn ein. Die Bauart des Ausgabeautomaten und der Datumspresse war von Anfang an gelungen, nur die sehr komplizierten Maschinen für Druck und fortschreitende Nummerierung der Billette waren erst das Ergebnis allmählicher Verbesserungen.
Heute werden Edmondsonsche Fahrkarten fast nur noch von Museumsbahnen verwendet.

## Deutschland

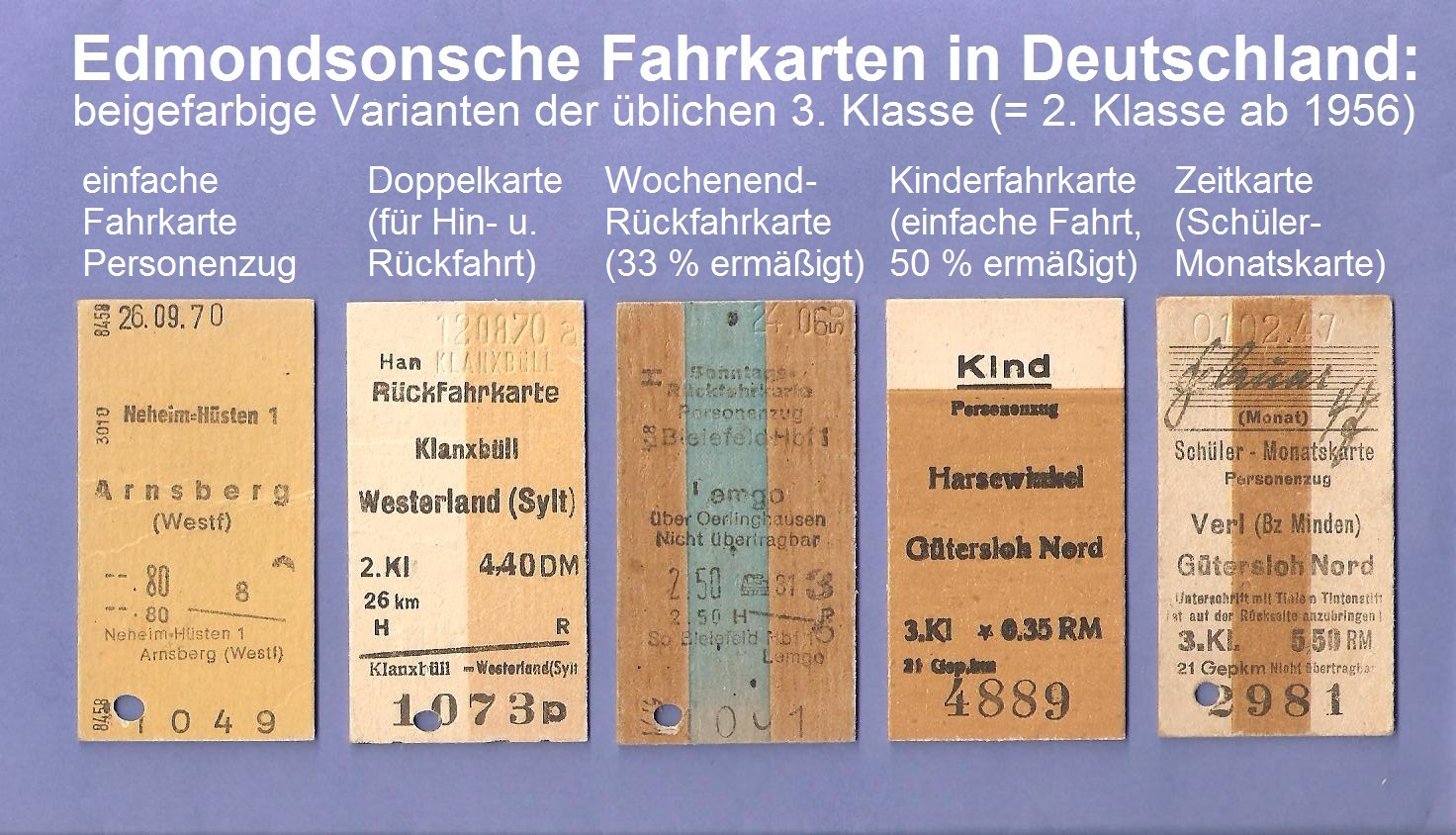
Verbreitete Varianten Edmondsonscher Fahrkarten 2./3. Klasse in Deutschland

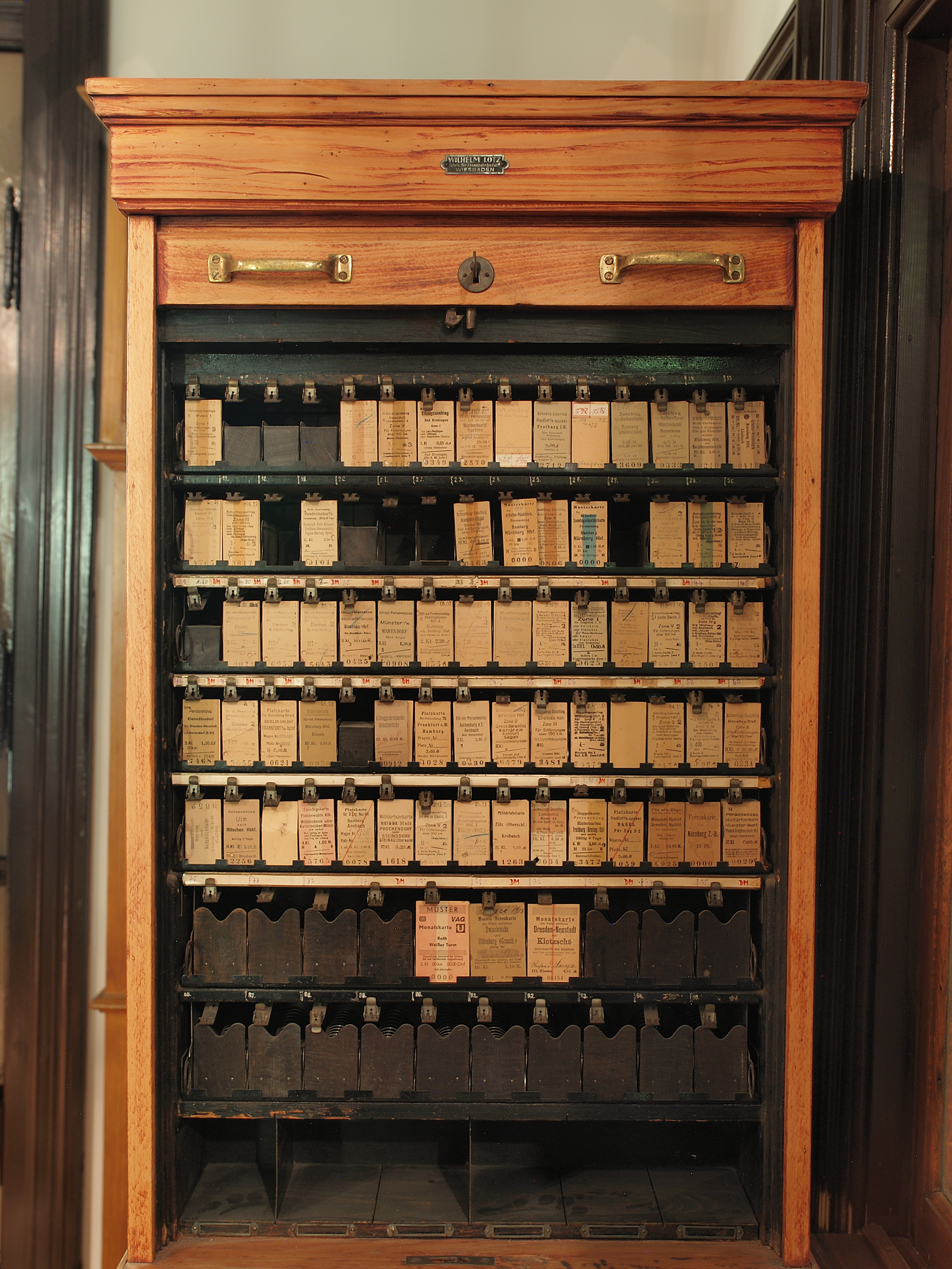
Fahrkartenschrank („Ternion“) im Verkehrsmuseum Nürnberg

Seit der Länderbahnzeit entsprach die Leitfarbe der Fahrkarten den seinerzeit üblichen wagenklassenspezifischen Lackierungen der Reisezugwagen. So waren Fahrkarten für einfache Fahrten der bis 1928 angebotenen preisgünstigen 4. Klasse grau, für die 3. Klasse ockerbraun und in der 2. Klasse grasgrün ausgeführt. Die gelben Fahrkarten der luxuriösen und nur in wenigen, meist internationalen Fernzügen angebotenen 1. Klasse wurden zum 3. Juli 1956 abgeschafft, als die meisten europäischen Eisenbahnen die beiden „Polsterklassen“ (1./2. Klasse) zur 1. Klasse zusammenfassten und die bisherige „Holzklasse“ (3. Klasse) zur 2. Klasse hochstuften. Dementsprechend wurden fortan Fahrkarten zum Normalpreis in brauner und für die höhere Komfortstufe in grüner Farbe ausgegeben.
Doppelfahrkarten (Hin- und Rückfahrt für eine Person oder einfache Fahrt für zwei Personen) waren vertikal nur zur Hälfte in braun beziehungsweise grün eingefärbt und Kinderfahrkarten mit einem weißen Rand im oberen Viertel gekennzeichnet. Sowohl Fahrkarten für zuschlagpflichtige Züge des Fernverkehrs (Eil- oder Schnellzüge) als auch ermäßigte Zeitkarten für Arbeiter und Schüler waren ebenfalls durch Varianten der klassenspezifischen Grundfarbe gestaltet. So wurde zum Beispiel die beliebte Sonntagsrückfahrkarte mit einem breiten blauen Mittelstreifen versehen, Ferienrückfahrkarten mit einem violetten. Schnellzugzuschlagkarten wurden mit einem gelben Mittelstreifen gekennzeichnet, Fahrkarten zum Normaltarif mit enthaltenem Schnellzugzuschlag mit einem schmalen roten. Bei Fahrkarten, die den Eilzugzuschlag enthielten, verlief dieser Streifen diagonal.
Etwa ab Mitte der 1970er Jahre wurden zunehmend einfarbig weiße Karten verwendet, wenn farbig markierte nicht zur Verfügung standen. Die grünen und braunen Karten blieben dagegen im internationalen Verkehr nach dem Einheitlichen internationalen Personentarif des Verbandes OSShD bis zur Ablösung durch Rechnerausdrucke erhalten.

## Schweiz

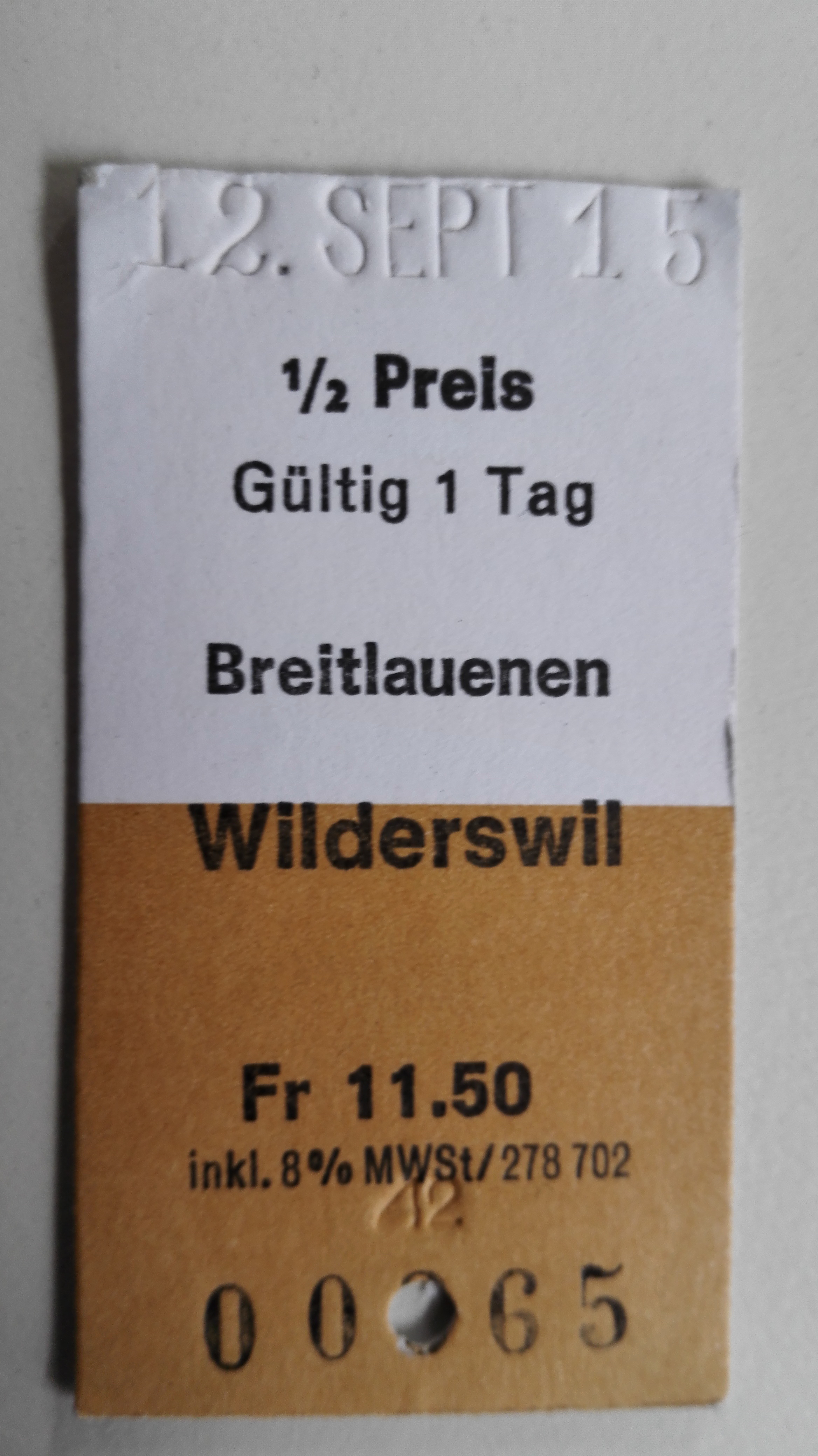
Am 12. September 2015 in Breitlauenen abgestempelte Fahrkarte für eine einfache Fahrt Breitlauenen–Wilderswil

Kinder- und Halbpreisbillette waren oben weiß (und unten in der jeweiligen Klassenfarbe, braun für die 2. und grün für die 1. Klasse; siehe Abbildung). Kinderfahrpreise (später auch für Halbtax-Abonnement-Inhaber) waren halb so hoch wie für Erwachsene. Auf Strecken, die selten befahren wurden, gab es keine vorgedruckten Kinderbillette. Hier gab der Beamte ein „ganzes Billett“ zum halben Preis aus und schnitt unten als Beleg für seine Abrechnung etwa ein Viertel ab. Auf solchen Billetten war der Preis doppelt aufgedruckt, sodass sowohl der Kunde wie auch der Beamte je einen Beleg mit Preisangabe hatten (wobei beide den Preis durch 2 zu teilen hatten, da ja in diesem Fall nur die Hälfte bezahlt wurde). So konnten auf wenig frequentierten Stationen kleinere Billettkasten mit weniger Fächern verwendet werden, und auch das Nachbestellen ging schneller.
Zum Fahrplanwechsel 2007/2008 wurde in der Schweiz der Verkauf von Edmondsonschen Billetts fast vollständig eingestellt. Seit dem 10. Dezember 2007 dürfen Bahn-, Bus- und Schifffahrtsunternehmen Kartonbillette nur noch für Fahrten auf dem eigenen Netz ausgeben. Davon machen wenige Bahnen und Schifffahrtsbetriebe Gebrauch, so die Stanserhorn-Bahn und die Schynige Platte-Bahn, welche in der Station Breitlauenen über keinen Stromanschluss verfügt.
Die Abrechnung bei Schichtwechsel erfolgte von Hand aufgrund der Billettnummern. Um nicht alle Billette in den Vorratskästen auf fortlaufende Nummern überprüfen zu müssen, waren die Stapel auf der Seite mit einem schräg nach oben laufenden Strich bedruckt. Wegen der beachtlichen Dicke von Kartonbilletts waren so fehlende Billette sofort zu erkennen, was die Kontrolle wesentlich erleichterte.
Die Kartonbillette wurden von einer spezialisierten Firma bezogen. Später gab es spezielle Billett-Druckmaschinen an den Verkaufsschaltern, die Billette mithilfe von gebogenen, einlegbaren Druckplatten einzeln zur Verkaufszeit druckten. Dabei waren die Druckplatten pro Strecke mit den Tarifkilometern codiert. Der Drucker errechnete den Billettpreis anhand der aktuellen Tarifkilometerpreise und druckte diesen unabhängig vom Klischee aufs Billett. So mussten Druckplatten bei Tarifänderungen nicht ersetzt werden.
Da es nicht ökonomisch war, sämtliche möglichen Verbindungen in Vordrucken oder Druckplatten vorrätig zu haben, wurden zusätzlich immer noch handgeschriebene Fahrscheine benötigt, besonders auch für Rundfahrten, deren Zusammensetzung dann aus den Streckenbüchern mit sogenannten Tarifkilometern herausgeschrieben und zusammengesetzt werden musste.

### Druck von Edmondsonschen Fahrkarten in der Schweiz
Im Bahnmuseum Albula ist sowohl eine Druckmaschine für den Gebrauch am Fahrkartenschalter als auch eine funktionstüchtige Billetdruckerei für Edmondsonsche Fahrkarten ausgestellt.

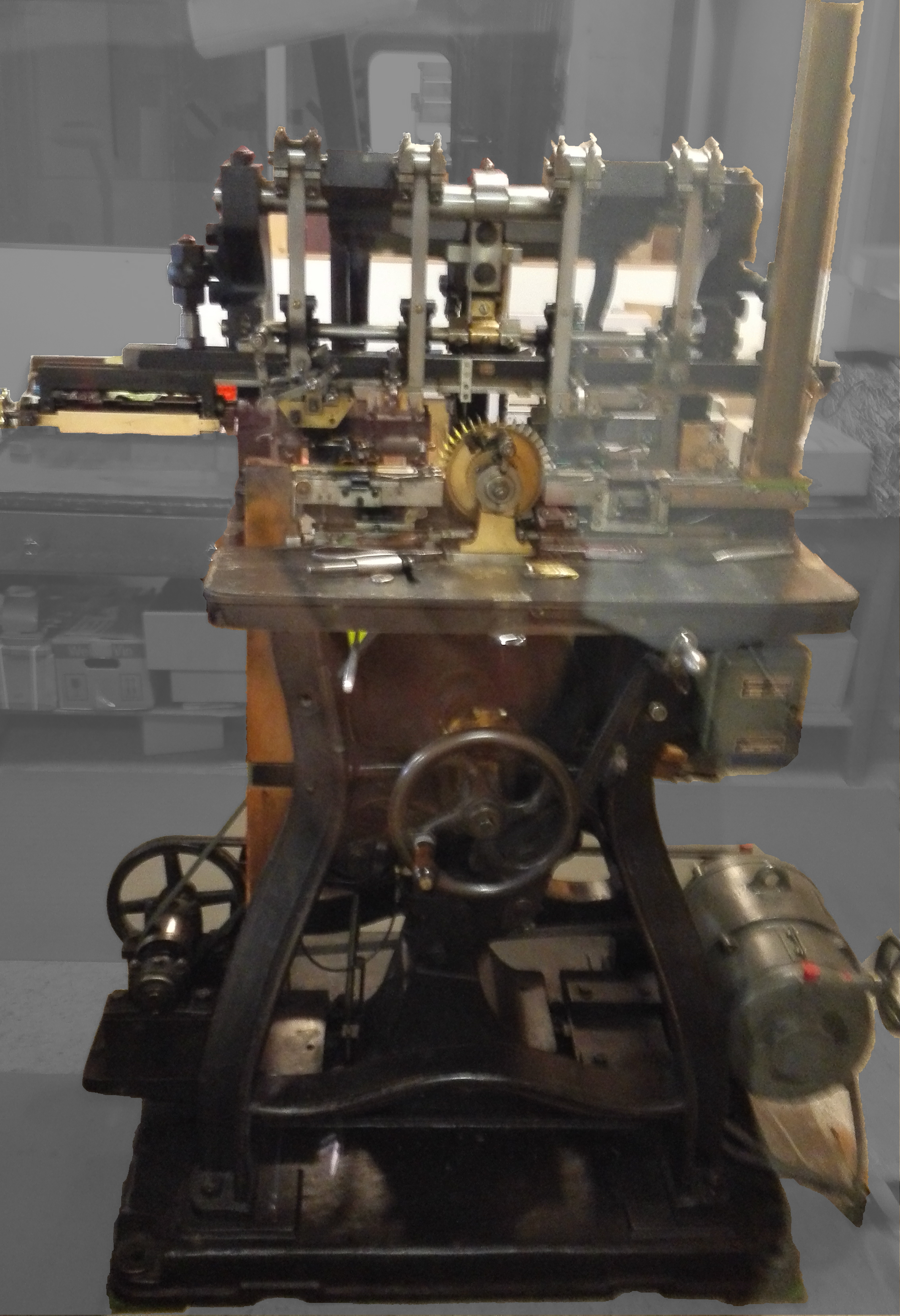
Die Maschine der zentralen Billetdruckerei der Rhätischen Bahn
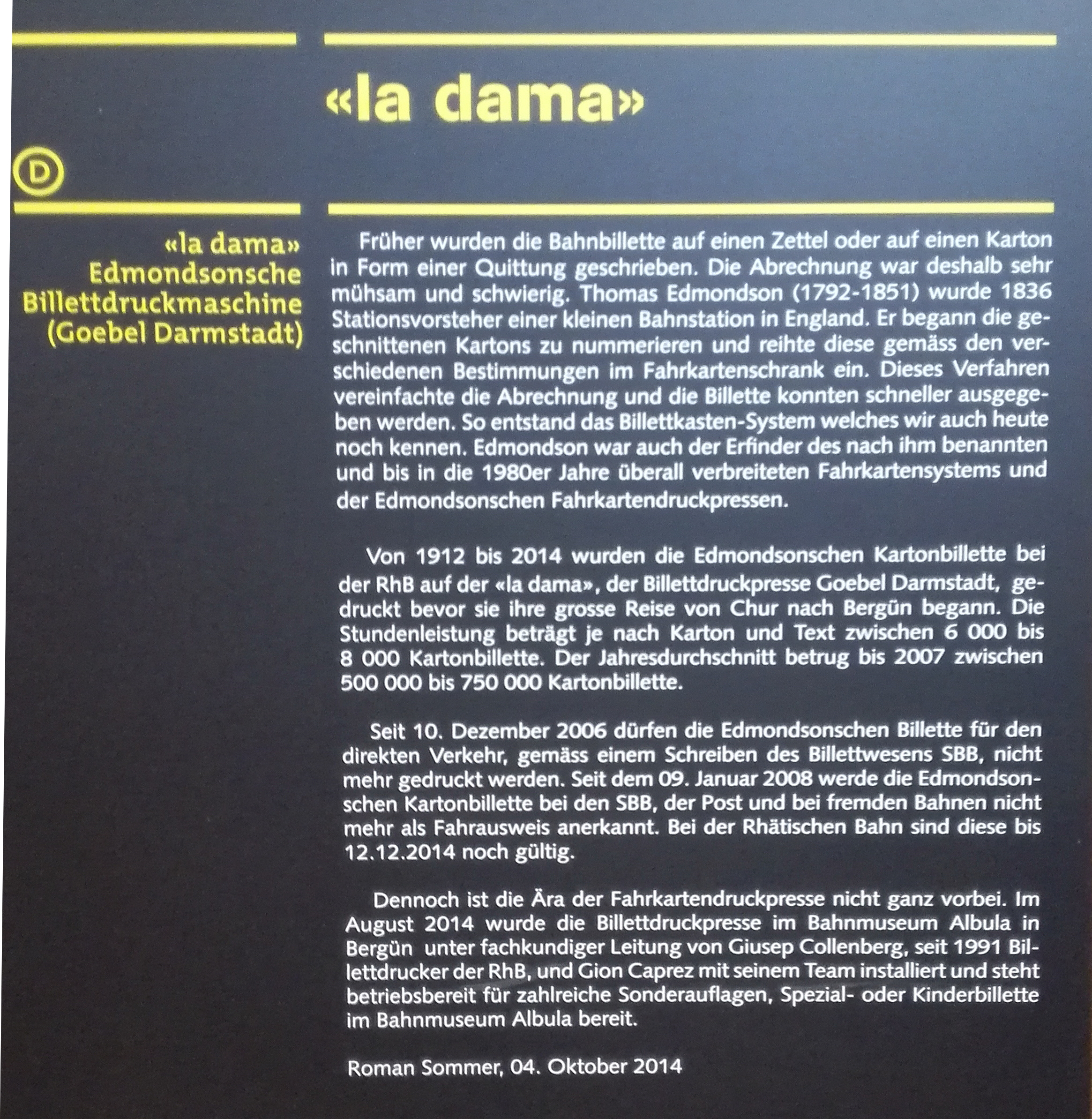
Die Erklärungstafel im Museum
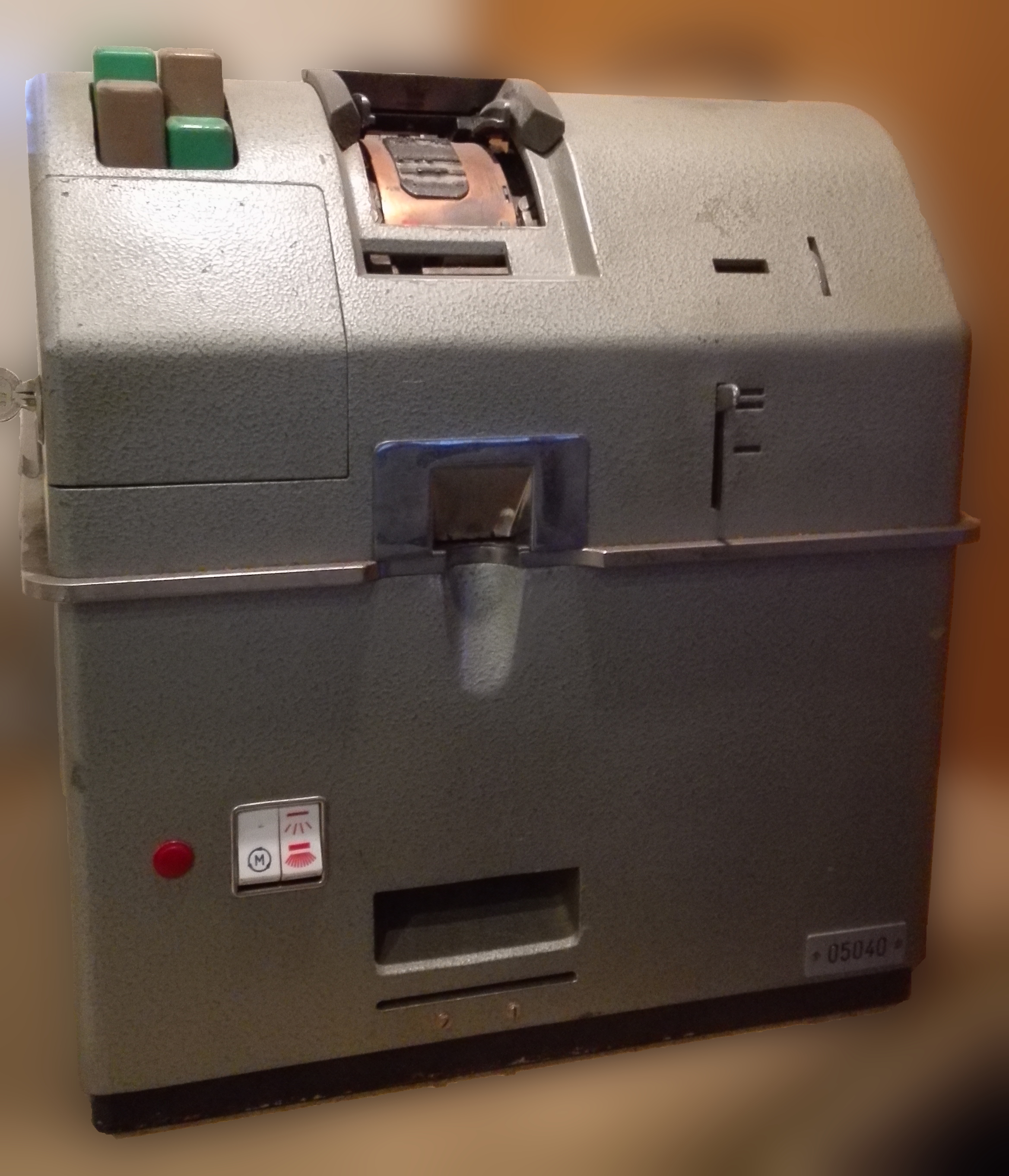
Die Maschine für dezentralen Einzeldruck am Fahrkartenschalter
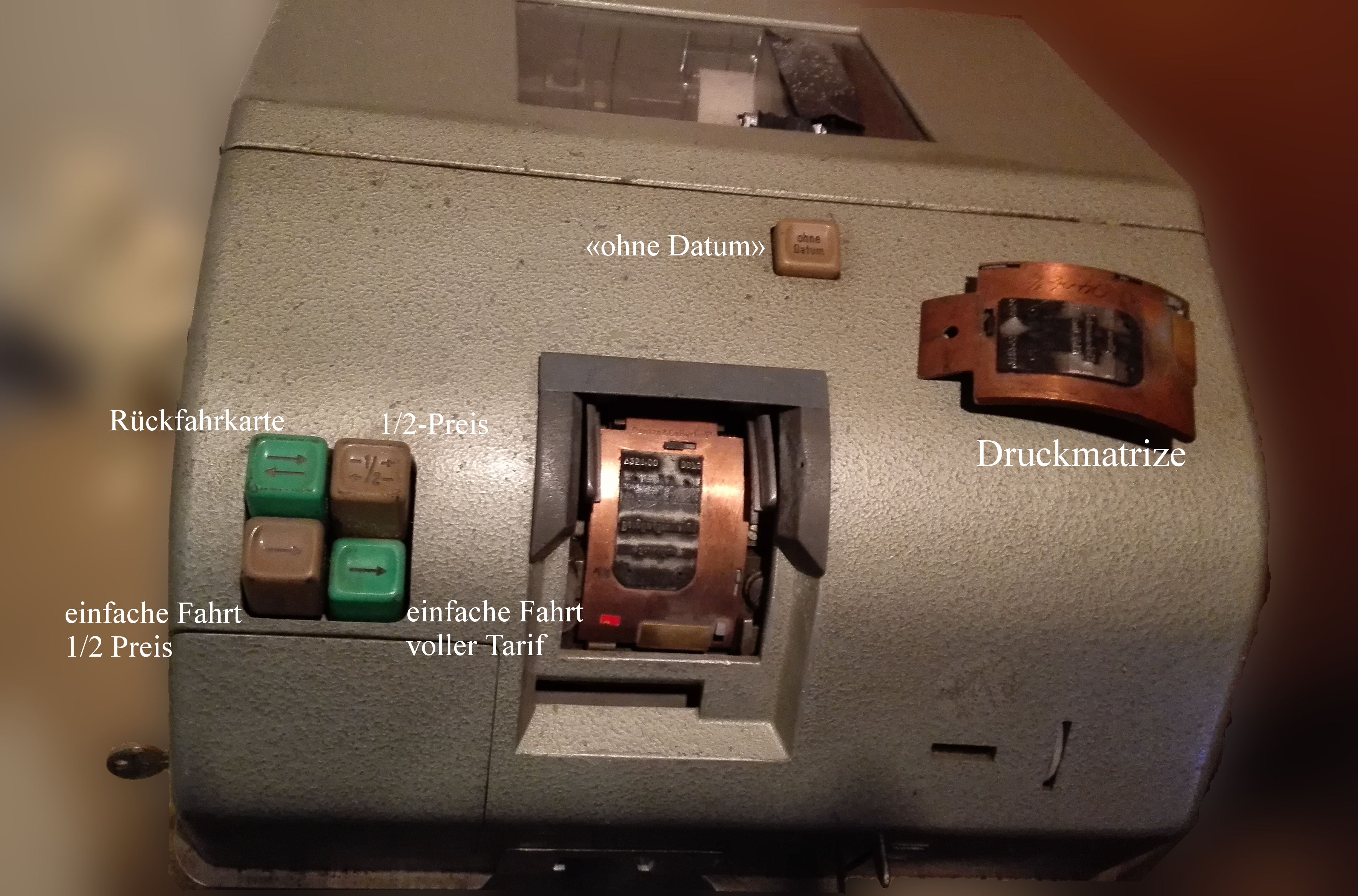
Steuerelemente der Fahrkartenschalter-Maschine
Fahrkartenschränke im Schweizer Bahnhof, Konstanz
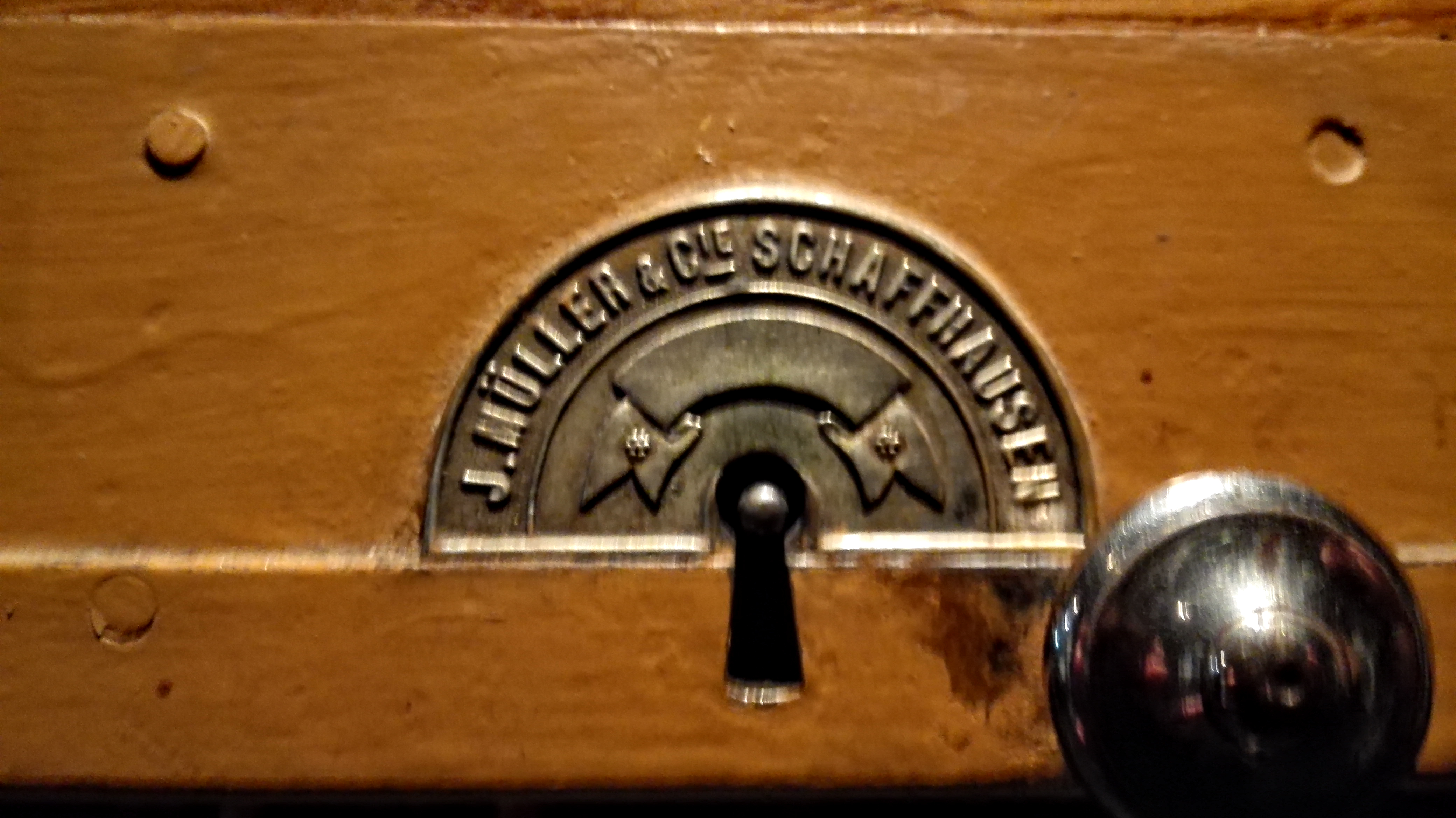
Das Schloss des Fahrkartenschrankes
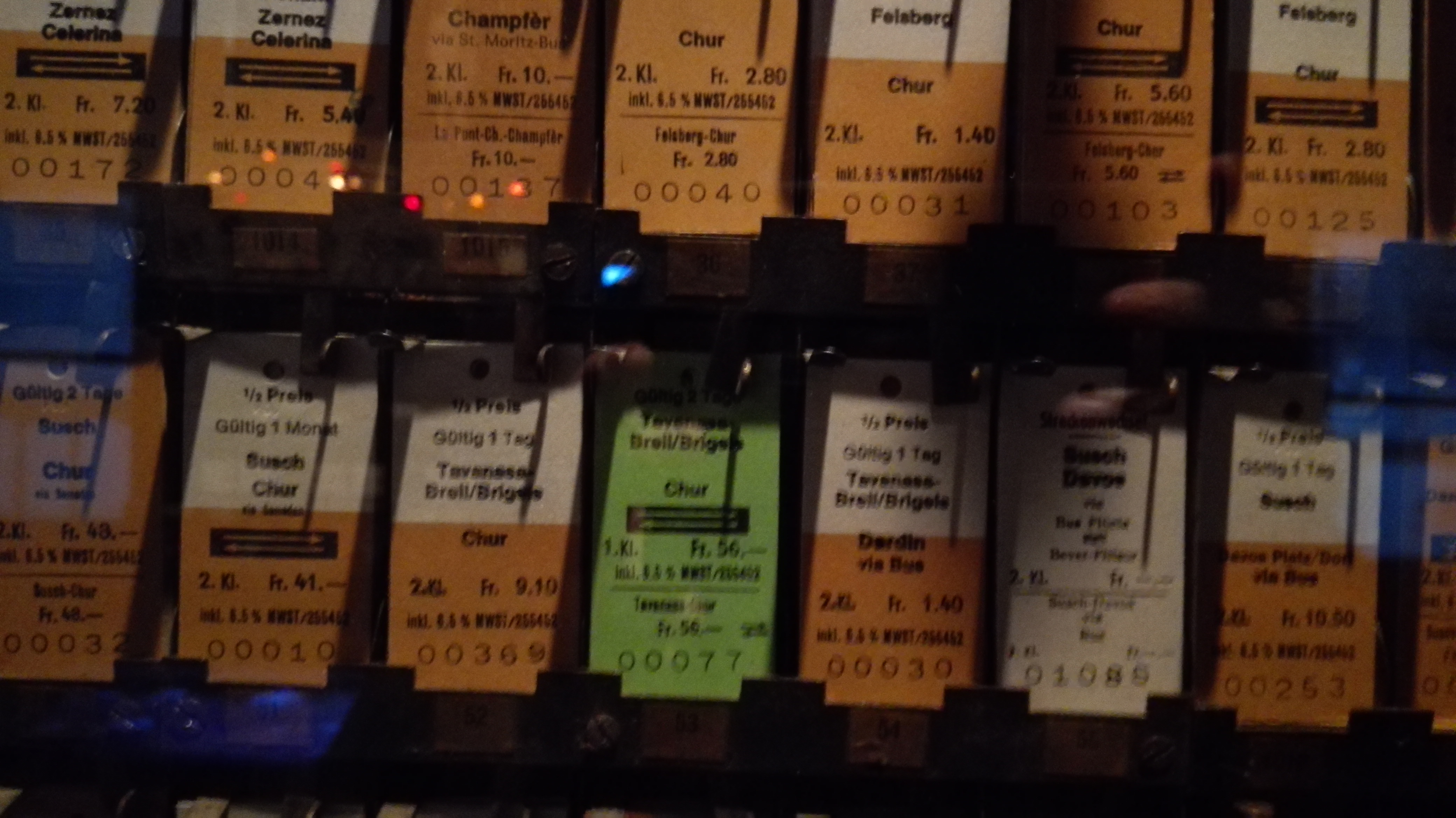
Sortierung der Fahrkarten nach Ortschaft, Wagenklasse, Preisschema (voller Preis / 1/2-Preis)

## Sonstige Verwendung

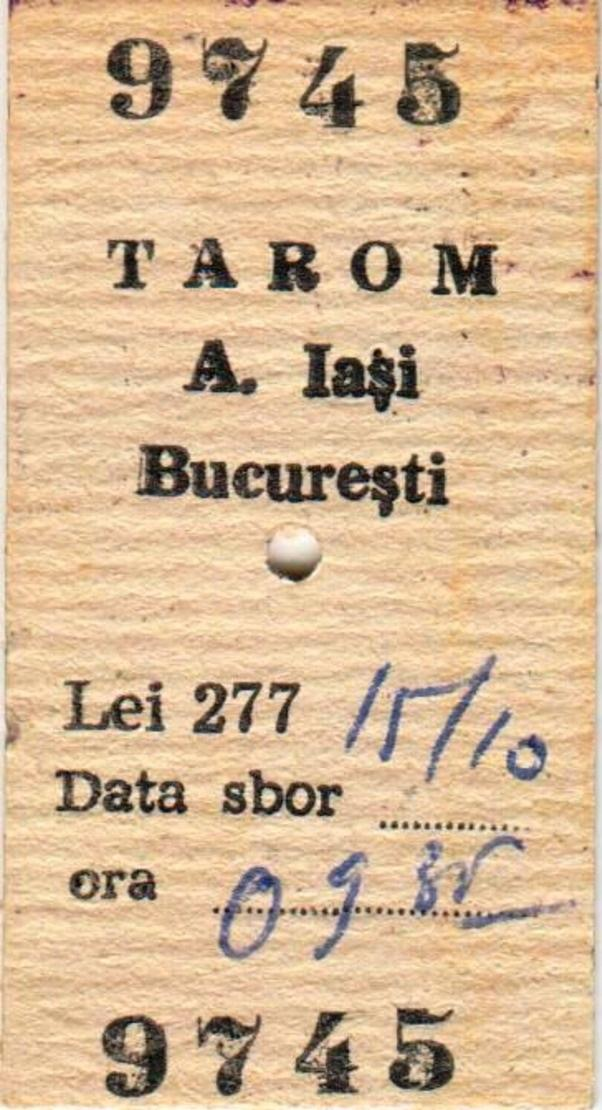
TAROM-Ticket aus den 1980er Jahren

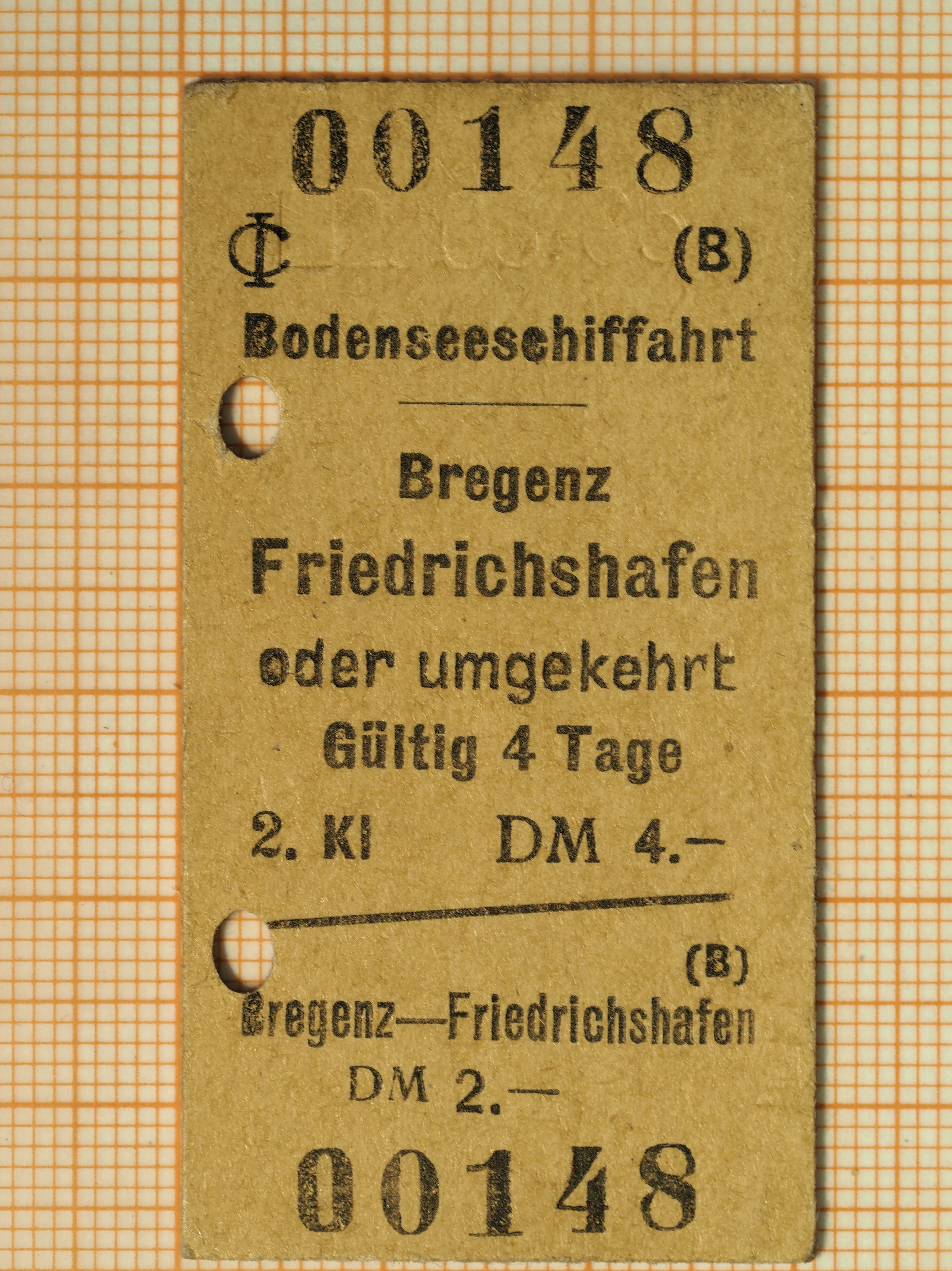
Fahrkarte der Bodenseeschifffahrt

In den 1980er Jahren gab die staatliche rumänische Fluggesellschaft TAROM für Binnenflüge ebenfalls Tickets nach Edmondsonschem Vorbild aus, auch die Bodenseeschifffahrt verwendete sie zeitweise.